# 猛瓘
猛瓘（1643年—1674年），又名猛峨，滿洲愛新覺羅氏。清太宗皇太極孫、肅武親王豪格第五子。
順治十四年（1657年），猛瓘被封為溫郡王。康熙十三年（1674年），猛瓘逝世，朝廷予以諡號「良」。長子佛永惠承襲為溫郡王爵位。